# Calopteryx maculata
Calopteryx maculata (лат.) — равнокрылая стрекоза, принадлежащая к семейству Красотки.

## Описание

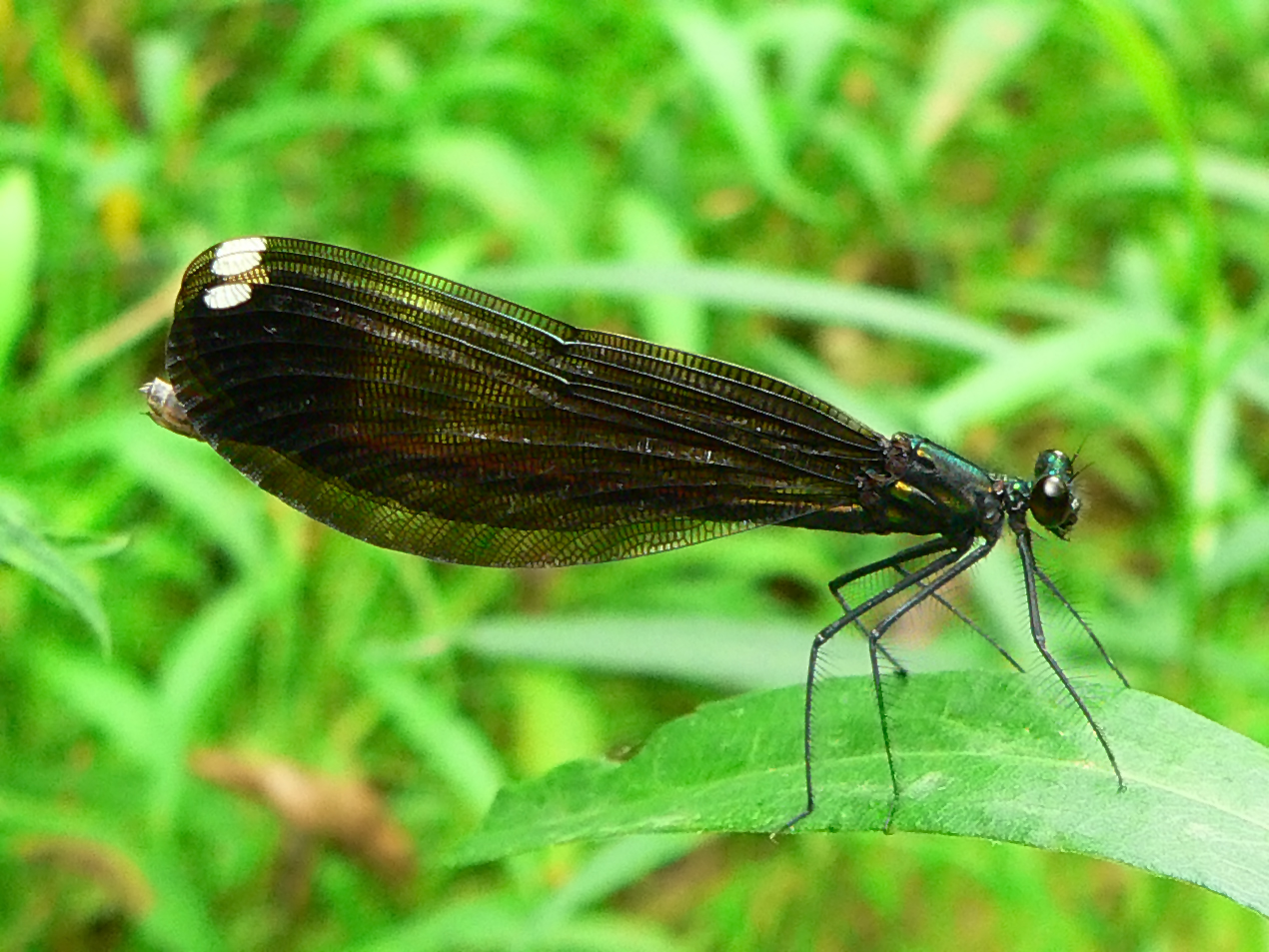
Самка

Стройные стрекозы с металлически блестящим телом. Окраска самцов: голубовато- или зелёно-синее тело с металлическим отливом. Крылья почти целиком металлически-синие или голубовато-синие, блестящие, лишь вершины несколько светлее. У самцов птеростигма отсутствует. У самок вместо птеростигмы имеется светлое пятно, которое пересечено жилками. Крылья дымчатые, полупрозрачные, с серовато-бурыми жилками. Костальная жилка крыльев металлически блестящая, зеленого цвета. Жилки крыльев бурые. Передний край крыла с зеленым металлическим блеском. Тело бронзово-зеленое, спереди блестящее, задний конец матовый.

## Ареал
США (Новая Англия и среднеатлантческие штаты), юго-восточная Канада.

## Биология

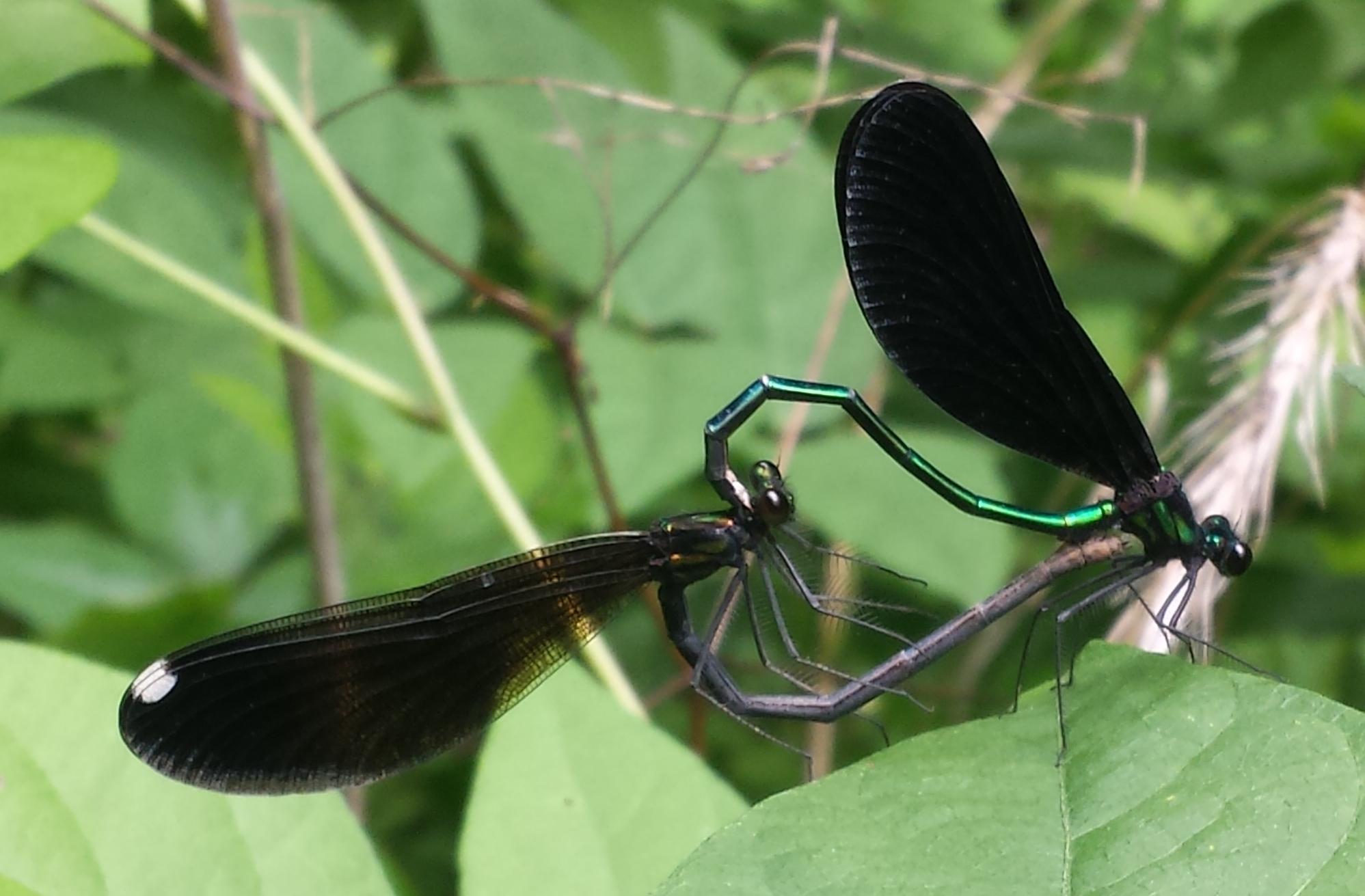
Спаривание

Период лета: середина июня — середина сентября, в некоторых местностях встречается круглогодично
. Как и другие представители рода красоток, отличается медленным порхающим полётом. Обитают вблизи медленно текущих ручьев и речек, берега которых покрыты обильной растительностью. В случае опасности покидают места отдыха на растениях, поднимаясь в кроны деревьев. Самки обычно сидят на околоводной растительности, а самцы помимо этого летают над водной поверхностью либо вдоль берега. Далеко от воды стрекозы не отлетают. Самки при помощи яйцеклада надрезает стебли или листья водных растений и откладывает по 1 яйцу. Самка погружает при этом в воду только брюшко, оставаясь над поверхностью воды.